# Кейзан, Эдди
Эдвард «Эдди» Кейзан (англ. Edward «Eddie» Keizan, 12 сентября 1944 года, Йоханнесбург — 21 мая 2016) — южноафриканский автогонщик, участник чемпионата мира по автогонкам в классе Формула-1.

## Биография
В конце 1960-х годов участвовал в южноафриканских соревнованиях по автогонкам серийных автомобилей, в 1971 году перешёл в «Формулу-Форд», также стартовал в гонках спортивных автомобилей на «Лола-Т212». В 1972 году приобрёл автомобиль «Сёртис» «Формулы-5000», на котором стал победителем южноафриканского чемпионата этой формулы. Трижды участвовал в Гран-при ЮАР чемпионата мира «Формулы-1» за рулём различных автомобилей местных команд, все три раза неизменно добирался до финиша за пределами зачётной зоны. С 1976 года стартовал в южноафриканском чемпионате по автогонкам серийных автомобилей класса «Туринг», чемпионом которого становился в 1977—1978 годах. Позже ушёл из гонок и занялся бизнесом.

## Результаты гонок в Формуле-1
| Легенда к таблице |                                                                    |
| --- | ------------------------------------------------------------------ |
| В таблице перечислены результаты всех Гран-при Формулы-1, в которых принимал участие гонщик. Строками таблицы являются сезоны, столбцами — этапы чемпионата мира. В каждой клетке указаны сокращённое название этапа и результат, дополнительно обозначенный цветом. Расшифровка обозначений и цветов представлена в нижеследующей таблице. |                                                                    |
| \| Пример \| Описание \| \| ------------ \| ------------------------------------------------------------------ \| \| 1 \| Победитель \| \| 2 \| Второе место \| \| 3 \| Третье место \| \| 5 \| Финишировал, заработав очки \| \| Сход \| Не финишировал, но при этом заработал очки \| \| 12 \| Финишировал, не получив очков \| \| НКЛ \| Финишировал, но не попал в финальную классификацию \| \| 15 \| Участвовал вне зачёта, либо по отдельной классификации \| \| 18 \| Не финишировал, но попал в финальную классификацию \| \| Сход \| Не финишировал \| \| НКВ \| Не прошёл квалификацию \| \| НПКВ \| Не прошёл предквалификацию \| \| ДСК \| Дисквалифицирован \| \| ИСК \| Исключён из протокола соревнований \| \| ТТ \| Заявлен для участия только в тренировках \| \| НС \| Участвовал в квалификации, но не стартовал в гонке \| \| Т \| Травмирован или болен \| \| ОТК \| Отказ от участия \| \| НТР \| Прибыл на соревнования, но на трассу не выезжал \| \| НПР \| Был заявлен в числе участников, но не прибыл к началу соревнований \| \| О \| Соревнования отменены \| \| \| Не участвовал \| \| Поул-позиция \| \| \| Быстрый круг \| \| |                                                                    |
| Пример | Описание                                                           |
| 1 | Победитель                                                         |
| 2 | Второе место                                                       |
| 3 | Третье место                                                       |
| 5 | Финишировал, заработав очки                                        |
| Сход | Не финишировал, но при этом заработал очки                         |
| 12 | Финишировал, не получив очков                                      |
| НКЛ | Финишировал, но не попал в финальную классификацию                 |
| 15 | Участвовал вне зачёта, либо по отдельной классификации             |
| 18 | Не финишировал, но попал в финальную классификацию                 |
| Сход | Не финишировал                                                     |
| НКВ | Не прошёл квалификацию                                             |
| НПКВ | Не прошёл предквалификацию                                         |
| ДСК | Дисквалифицирован                                                  |
| ИСК | Исключён из протокола соревнований                                 |
| ТТ | Заявлен для участия только в тренировках                           |
| НС | Участвовал в квалификации, но не стартовал в гонке                 |
| Т | Травмирован или болен                                              |
| ОТК | Отказ от участия                                                   |
| НТР | Прибыл на соревнования, но на трассу не выезжал                    |
| НПР | Был заявлен в числе участников, но не прибыл к началу соревнований |
| О | Соревнования отменены                                              |
| | Не участвовал                                                      |
| Поул-позиция |                                                                    |
| Быстрый круг |                                                                    |

| Сезон | Команда               | Шасси       | Двигатель | Ш | 1   | 2   | 3       | 4   | 5   | 6   | 7   | 8   | 9   | 10  | 11  | 12  | 13  | 14  | 15  | Место | Очки |
| ----- | --------------------- | ----------- | --------- | - | --- | --- | ------- | --- | --- | --- | --- | --- | --- | --- | --- | --- | --- | --- | --- | ----- | ---- |
| 1973  | Blignaut-Lucky Strike | Тиррелл 004 | Косворт   | F | АРГ | БРА | ЮАР НКЛ | ИСП | БЕЛ | МОН | ШВЕ | ФРА | ВЕЛ | НИД | ГЕР | АВТ | ИТА | КАН | США | -     | 0    |
| 1974  | Blignaut-Embassy      | Тиррелл 004 | Косворт   | G | АРГ | БРА | ЮАР 14  | ИСП | БЕЛ | МОН | ШВЕ | НИД | ФРА | ВЕЛ | ГЕР | АВТ | ИТА | КАН | США | -     | 0    |
| 1975  | Team Gunston          | Лотус 72    | Косворт   | G | АРГ | БРА | ЮАР 13  | ИСП | МОН | БЕЛ | ШВЕ | НИД | ФРА | ВЕЛ | ГЕР | АВТ | ИТА | США |     | -     | 0    |